# Ludiente (kommunhuvudort)
Ludiente är en kommunhuvudort i Spanien.   Den ligger i provinsen Província de Castelló och regionen Valencia, i den östra delen av landet, 290 km öster om huvudstaden Madrid. Ludiente ligger 538 meter över havet och antalet invånare är 201.
Terrängen runt Ludiente är kuperad. Runt Ludiente är det mycket glesbefolkat, med 6 invånare per kvadratkilometer. Närmaste större samhälle är Onda, 15,9 km sydost om Ludiente. 